# Champéry
Champéry es una comuna suiza del cantón del Valais, situada en el distrito de Monthey. Limita al norte y noreste con la comuna de Val-d'Illiez, al sureste con Evionnaz, al sur con Sixt-Fer-à-Cheval (FR-74), y al oeste con Samoëns (FR-74), Morzine (FR-74) y Montriond (FR-74). 
La comuna hace parte de la estación de esquí de Portes du Soleil (Puertas del Sol).